# ZUMI
ZUMI（ズミ、1987年 - ）は日本の映像ディレクター。ミュージック・ビデオなどの演出を手がける。

## 人物
広島県出身 。京都精華大学デザイン学部卒。在学中から東京と京都を行き来しながら映像ディレクターとして活動。2012年、屋号を"ドリームフィルムズ Z-CUP "とする。

## 作品

### ミュージックビデオ
- 麻倉もも
  - ピンキーフック

- ASH DA HERO
  - BRAND NEW WORLD

- APOGEE
  - Star Honey
  - ゆりかご
  - slowmotion

- anderlust
  - いつかの自分
  - ＃Hashtag

- =LOVE
  - 「部活中に目が合うなって思ってたんだ」
  - 樹愛羅、助けに来たぞ
  - Want you! Want you!
  - いらない ツインテール
  - しゅきぴ（助監督/編集）
  - ようこそ！イコラブ沼
  - 現役アイドルちゅ～
  - ズッ友案件
  - わたし、魔法使い
  - ナツマトペ

- 井上苑子
  - スタート！

- 井上陽水
  - SAKURAドロップス

AKB48グループ
- AKB48
  - 岸が見える海から
  - 星空を君に
  - 逆さ坂
  - イマパラ
  - プライベートサマー
  - 法定速度と優越感
  - 猫アレルギー
  - “好き”のたね
  - 私だってアイドル!
- HKT48
  - 最高かよ
  - バグっていいじゃん
  - ぶっ倒れるまで
  - 意志

- XY
  - We Gotta Fight

- EMERGENCY
  - Walkin' Loopin' Party

- ENGAG.ING
  - Wedding High Five

- 神様、僕は気づいてしまった
  - だから僕は不幸に縋っていました
  - 僕の手に触れるな
  - CQCQ
  - わたしの命を抉ってみせて
  - TOKIO LIAR
  - UNHAPPY CLUB
  - 僕たちの

- GRAPEVINE
  - Empty song

- ゲーム実況者わくわくバンド
  - シグナル

- SANDAL TELEPHONE
  - 恋の魔法使いにはなれない

- さくら学院
  - Hana*Hana
  - ハートの地球
  - アニマリズム

- ZAQ
  - NO RULE MY RULE REMIX

- SANDAL TELEPHONE
  - 恋の魔法使いにはなれない

- シトラスラベンダー
  - きみはキョンシーRAMRIDER REMIX

- 柴咲コウ
  - ラブサーチライト

- SiM
  - Devi in Your Heart

- WEST.
  - Ya!Hot!Hot!
  - ホメチギリスト
  - Mixed Juice

- J☆Dee'Z
  - 未来飛行

- スプツニ子！
  - 運命の赤い糸をつむぐ蚕 - タマキの恋

- 青春高校3年C組
  - 好きです

- 高野健一
  - 桜ひらり
  - ことほぎ～君への遺言～

- チームしゃちほこ
  - J.A.N.A.I.C.A.
  - ULTRA 超 MIRACLE SUPER VERY POWER BALL

- TWIN CROSS
  - 僕は君を笑わない

- TOKYOGUM
  - MILKY

- 9nine
  - MY ONLY ONE

- HYDE
  - INTERPLAY

- 橋本裕太
  - 君は容疑者

- pal@pop feat.稲垣早希
  - はつ恋

- HIKAKIN&SEIKIN
  - YouTubeテーマソング
  - 雑草
  - 今
  - 夢
  - 光
  - FIRE
  - コール
  - YouTubeテーマソング２

- BiSH
  - UP to ME

- ヒャダイン
  - 半パン魂

- Hilcrhyme
  - NEW Era

- FIVE NEW OLD
  - Trickster

- phatmans after school
  - シリアル

- 藤田ニコル
  - Bye Bye

- FLiP
  - JEREMY

- Hemenway
  - 幻想とダンス

- マイカ・ルブテ
  - YAYUYO

- マハラージャン
  - セーラ☆ムーン太郎
  - その気にさせないで
  - 君の歯ブラシ
  - くらえ！テレパシー
  - 蝉ダンスフロア

- Mrs. GREEN APPLE
  - CHEERS

- モーニング娘。
  - 時空を超え 宇宙を超え
  - 泡沫サタデーナイト！
  - ムキダシで向き合って
  - BRAND NEW MORNING
  - 青春Night
  - KOKORO＆KARADA
  - ビートの惑星

- ももいろクローバーZ
  - stay gold
  - Majoram Therapie

- やのあんな
  - Shape My Story

- UNIONE
  - 未来DELIGHT
  - One Sided Love
  - パッサボーラ！
  - SEXY SEXY SEXY
  - ロンディ(Popteen ver.)
  - 朝が来るたび
  - Summertime(Popteenコラボ)

- ラストアイドル
  - 銀河高速 渋滞中

- ラフ×ラフ
  - クライアント

- Little Glee Monster
  - Brand New Me
  - ガオガオ・オールスター
  - 明日へ

- Rake
  - ランナーズ愛

- レキシ
  - GET A NOTE

- 渡部陽一
  - やりたいこと やってみよう

### その他
- BEAMS WOMAN Shibuya
- LEPSIM LOWRYS FARM
  - 2012 winter
  - 2013 spring
  - 2013 summer
  - 「20Miss LOWRYS 1st MOVIE - Miss Lowry Contest - 」
  - 「20Miss LOWRYS 2nd MOVIE - Two plus One - 」
  - 「20Miss LOWRYS 3id MOVIE - Where's Miss Lowry? - 」
  - 「20Miss LOWRYS 4th MOVIE - Fly me to the moon - 」
- GALLARDA GALANTE 2013 SS
- turnojina 2013 Spring
- repipiarmario
  - 2014 AW
  - 2015 AUTUMN
  - 2015 SS
  - 2015 春ムービー
- 乃木坂46
  - 「若月46」
  - 「斉ボーグ優里」
  - 「時空超越アイドル イマガール」
- にゃんにゃん仮面ストーリー映像 / AKB48
- =LOVE「『Documentary of =LOVE』総集編」
- セブンカフェスムージーのWEBCM/僕が見たかった青空出演